# Associazione Calcio Monza 1913-1914
Questa voce raccoglie le informazioni riguardanti l'Associazione Calcio Monza nelle competizioni ufficiali della stagione 1913-1914.

## Stagione
Nella sala al piano terra della "Trattoria Cappello Vecchio" si incontrarono i rappresentanti della Juventus F.C. (la ex Pro Italia e Pro Monza che unite andarono a costituire nell'autunno del 1911 la Sezione Calcio del Veloce Club Monzese) ed i rappresentanti del Monza F.B.C. per riunire le forze in un'unica società. Fu in questo frangente che si decise il cambio di denominazione in Associazione Calcio Monza.
Al tavolo sedettero:
- Juventus F.C.: Giovanni Passoni (I), Martino Della Torre, Tullio Astori, Luigi Macchi e Arnaldo Boniardi;
- Monza F.B.C.: Ermanno Fossati, Mario Tagliabue, Emilio Gariboldi, Gaetano Ciceri ed E. Garlati.

Ottenuto dal Presidente della Pro Victoria Giuseppe Vismara il permesso di poter utilizzare uno dei due campi di misure regolamentari da lui affittati al Comune di Monza, l'A.C. Monza abbandona il campo dei Boschetti Reali e si trasferisce su quello di Triante in modo da completare gli adempimenti necessari per l'iscrizione al campionato regionale di Terza Categoria.
Il campo di Triante, malgrado avesse le misure per poter disputare il campionato di categoria superiore non è cintato e quindi non si può far pagare al pubblico il biglietto d'ingresso.

## Rosa
| N. |                   | Ruolo | Calciatore        |
| -- | ----------------- | ----- | ----------------- |
|    | Italia (bandiera) | A     | Tullio Astori     |
|    | Italia (bandiera) | A     | Beretta           |
|    | Italia (bandiera) | D     | Biassoni          |
|    | Italia (bandiera) | A     | Antonio Bolognini |
|    | Italia (bandiera) | D     | Arnaldo Boniardi  |
|    | Italia (bandiera) | D     | Cereda            |
|    | Italia (bandiera) | D     | Gaetano Ciceri    |
|    | Italia (bandiera) | C     | Gianpaolo Ciceri  |
|    | Italia (bandiera) | A     | Ernesto Crespi    |
|    | Italia (bandiera) | A     | Ugo Dell'Oca      |
|    | Italia (bandiera) | C     | G. Della Spezia   |

| N. |                   | Ruolo | Calciatore           |
| -- | ----------------- | ----- | -------------------- |
|    | Italia (bandiera) | A     | Martino Della Torre  |
|    | Italia (bandiera) | D     | Luigi Fossati        |
|    | Italia (bandiera) | C     | Enrico Macchi        |
|    | Italia (bandiera) | C     | Luigi Macchi         |
|    | Italia (bandiera) | P     | Antonio Moteran      |
|    | Italia (bandiera) | P     | Giovanni Passoni (I) |
|    | Italia (bandiera) | C     | Luigi Passoni (II)   |
|    | Italia (bandiera) | A     | Redaelli             |
|    | Italia (bandiera) | A     | Rossi                |
|    | Italia (bandiera) | A     | Ercole Scotti        |

## Risultati

### Terza Categoria lombarda

#### Girone unico
| Monza 4 gennaio 1914 1ª giornata | Monza | 1 – 4 | Fanfulla | Campo di Triante |

| Milano 25 gennaio 1914 2ª giornata | URSUS Lombardo   | 3 – 4 | Monza | Campo di Porta Ticinese\| Arbitro: \| Moretti (Milano) \| |
| Arbitro:                           | Moretti (Milano) |       |       |                                                           |

| Palazzolo sull'Oglio 1º febbraio 1914 3ª giornata | Pro Palazzolo      | 1 – 2 | Monza | Campo della Pro Palazzolo\| Arbitro: \| Orlandini (Milano) \| |
| Arbitro:                                          | Orlandini (Milano) |       |       |                                                               |

| Monza 8 febbraio 1914 4ª giornata | Monza             | 4 – 0 | Pavia | Campo di Triante\| Arbitro: \| Clementi (Milano) \| |
| Arbitro:                          | Clementi (Milano) |       |       |                                                     |

| Monza 15 febbraio 1914 5ª giornata | Monza            | 2 – 5 | Inter (C) | Campo di Triante\| Arbitro: \| Tradico (Milano) \| |
| Arbitro:                           | Tradico (Milano) |       |           |                                                    |

| Monza 22 febbraio 1914 6ª giornata | Monza             | 7 – 0 | Ausonia Pro Gorla | Campo di Triante\| Arbitro: \| Clementi (Milano) \| |
| Arbitro:                           | Clementi (Milano) |       |                   |                                                     |

| Milano 1º marzo 1914 7ª giornata | Stelvio          | 1 – 4 | Monza | Campo di via Stelvio\| Arbitro: \| Gemelli (Milano) \| |
| Arbitro:                         | Gemelli (Milano) |       |       |                                                        |

### Libri
- Lino Rocca, Giorgio Vegetti, Bianco su rosso la storia del Calcio Monza, Monza (MI), Supplemento a "Il fedelissimo" stampato da Officina Grafica Brasca, 1977,  pp. 22, 23 e 24 + foto squadra a p. 166.
- Massimo Dutto, Giorgio Vegetti, 80 anni di Monza, Monza, Supplemento al periodico quindicinale "Il Brianteo" edito dal Calcio Monza, settembre 1992,  p. 35.
- Delbue, Fontanelli, Peduzzi, E non andremo mai in Serie A... 100 anni di MONZA almanacco biancorosso 1912-2012, Empoli (FI), Geo Edizioni S.r.l., 2012,  pp. 54-55.

### Giornali
- Il Cittadino di Monza, settimanale di Monza (microfilmato) edito il giovedì (Biblioteca Comunale di Monza e Mediateca Santa Lucia a Milano, Via Moscova).
- Il Lambro, settimanale di Monza (microfilmato) conservato dalla Biblioteca Comunale di Monza e Mediateca Santa Lucia a Milano, Via Moscova.
- La Brianza, settimanale di Monza (microfilmato) conservato dalla Biblioteca Comunale di Monza e Mediateca Santa Lucia a Milano, Via Moscova.
- La Patria, settimanale di Monza (microfilmato) conservato dalla Biblioteca Comunale di Monza e Mediateca Santa Lucia a Milano, Via Moscova.
- Gazzetta dello Sport, anni 1913 e 1914, consultabile presso le Biblioteche:
  - Biblioteca Civica di Torino;
  - Biblioteca nazionale braidense di Milano,
  - Biblioteca civica Berio di Genova,
  - Biblioteca Nazionale Centrale di Firenze,
  - Biblioteca Nazionale Centrale di Roma.